# Express Kujawski
Express Kujawski – włocławska mutacja warszawskiego dziennika Express Poranny, a od 1936 r. toruńskiego dziennika Dzień Pomorski; sanacyjny.
Dziennik ukazywał się w latach 1923–1939. Liczne zachowane numery tego czasopisma udostępniane są czytelnikom m.in. w Bibliotece Narodowej.
Około 1926 r. siedziba redakcji mieściła się przy ul. Brzeskiej 29, redaktorami dziennika byli wówczas Bolesław Śląskowski i Roman Ściślak.